# Saint Mégalomartyr Isidore
Le Saint Mégalomartyr Isidore est un navire de ligne de 74 canons de la flotte de la Baltique impériale russe. Il est l'un des deux navires de type «Isidor». Il a été mis en chantier le 28 septembre (9 octobre) 1769 à l'Arsenal de l'Amirauté (ru), de Saint-Pétersbourg et mis à l'eau le 17 (28) septembre 1772. Sa construction a été dirigée par V. I. Iames.

## Services
Le 21 octobre 1773, le Saint Mégalomartyr Isidore, à la tête de l'escadre de la 5e expédition de la mer Égée quitte, commandé par le contre-amiral Samuel Greig le port de Kronstadt et gagne Livourne, par Copenhague, Portsmouth et Gibraltar. Le 6 septembre 1774, après la conclusion de la paix par la Turquie, il rejoint la flotte russe à Náoussa. Il quitte avec l'escadre de Samuel Greig ce port le 17 octobre 1774 et arrive à Livourne le 15 novembre. C'est sur ce navire que le 12 février 1775 le comte Alexis Orlov fait monter la Princesse Tarakanova avec sa suite, pour l'enlever et la ramener en détention à Saint-Pétersbourg.
Le 14 février, le Saint Mégalomartyr Isidore part pour la Russie avec l'escadre par Gibraltar, la Manche et Copenhague. Le 24 mai, il est de retour à Kronstadt et le 26 mai la princesse Tarakanova est débarquée. .
Le 7 juillet 1776, le Saint Mégalomartyr Isidore participe à la « très grande revue » de l'escadre de l'expédition de la Mer Égée dans la rade de Kronstadt. Il est ensuite à l'exercice, basé au fort de Krasnaïa Gorka, puis participe aux opérations de la Ligue de neutralité armée.
Le 11 juin 1780, comme navire amiral de l'escadre du contre-amiral I A. Borisov, il rejoint la Méditerranée par Copenhague, Texel, la Manche, Lisbonne, Gibraltar et Port Mahon. Le 26 octobre il arrive à Livourne. Le 18 avril de l'année suivante, l'escadre repart en Russie par Gibraltar, Cadix, La Manche et Copenhague et atteint Kronstadt le 14 août.
En 1784, à Kronstadt, le Saint Mégalomartyr Isidore est retiré du service.

## Commandants
1. Jusqu'en septembre 1773 : Felot Klokatchiov (ru)
2. De septembre 1773 à 1775 : V. V. Sourmine
3. 1776-1777 : Stepan Khmetevski (ru)
4. 1780-1781 : Samouil Gibs (ru)